# Carlo Di Palma
Carlo Di Palma (Roma, 17 de abril de 1925 — Roma, 9 de julho de 2004) foi um diretor de fotografia italiano, conhecido pelas diversas colaborações com Michelangelo Antonioni e Woody Allen.